# Manuel Bulnes Prieto
Manuel Bulnes Prieto (Concepción, 25 de desembre de 1799 - Santiago de Xile, 18 d'octubre de 1866), polític i general xilè, fou president de la república entre 1841 i 1851.
Va participar en 1829 en una revolució en contra del govern liberal, i posteriorment en la guerra contra la Confederació Perú-Boliviana, vencent a les tropes d'Andrés de Santa Cruz en la batalla de Yungay el 20 de gener de 1839, després de la qual cosa va ser rebut a Xile com a heroi.
Va ser nomenat ministre pel seu oncle, el president José Joaquín Prieto Vial, i després va ser el candidat del govern en les eleccions de 1841.

## Presidència
El seu govern va estar caracteritzat per l'expansió educacional i cultural, fomentant l'arribada d'intel·lectuals estrangers a Xile, reformant l'Institut Nacional, creant escoles preparatòries, i fundant l'Escola Normal de Preceptors. La Universitat de Xile va ser també fundada sota la seva presidència en 1842, impartint-se encara les classes en l'Institut Nacional, així com l'Acadèmia de Belles arts (1849), l'Escola d'Arts i Oficis i l'Escola d'Arquitectura.
També es decreta una amnistia general, per tractar de reconciliar als bàndols que havia barallat en la Revolució de 1829.

## Ministres d'estat
| Ministeri                            | Nom/període |
| ------------------------------------ | --- |
| Interior i Afers Exteriors           | Ramón Luis Irarrázaval (1841-1845) Manuel Montt (1845-1846) Manuel Camilo Vial (1846-1849) José Joaquín Pérez (1849-1850) Antonio Varas (1850-1851)     |
| Guerra i Marina                      | Manuel Montt (1841-1842) José Santiago Aldunate (1842-1846) José Manuel Borgoño (1846-1848) Pedro Nolasco Vidal (1848-1851)                             |
| Hisenda                              | Manuel Rengifo (1841-1844) José Joaquín Pérez (1844-1846) Manuel Camilo Vial (1846-1849) Antonio García Reyes (1849-1850) Jerónimo Urmeneta (1850-1851) |
| Justícia, Culte i Instrucció Pública | Manuel Montt (1841-1845) Antonio Varas (1845-1846 Salvador Sanfuentes (1846-1849) Manuel Antonio Tocornal (1849-1850) Máximo Mujica (1850-1851)         |